# تپه برانازار
تپه برانازار مربوط به دوره نوسنگی - مس وسنگ است و در شهرستان اسلام‌آباد غرب، بخش مرکزی، دهستان حومه جنوبی، ۱/۲ کیلومتری جنوبی روستای چغاکبود واقع شده و این اثر در تاریخ ۱۴ اسفند ۱۳۸۵ با شمارهٔ ثبت ۱۷۸۲۲ به‌عنوان یکی از آثار ملی ایران به ثبت رسیده است.